# 王子姑曹
王子姑曹（？—？），姬姓，春秋时期吴王夫差的王子。
前488年，吴国、鲁国鄫衍之盟，王子姑曹主持。前487年，子服景伯与吴国结盟，鲁国想要王子姑曹做人质，没有成功。前484年五月廿七，吴国、鲁国对齐国的艾陵之战，王子姑曹率领下军。
《东周列国志》称王子姑曹后在越王勾践灭吴时战死。